# Xã Ball Bluff, Quận Aitkin, Minnesota
Xã Ball Bluff (tiếng Anh: Ball Bluff Township) là một xã thuộc quận Aitkin, tiểu bang Minnesota, Hoa Kỳ. Năm 2010, dân số của xã này là 278 người.